# Agios Titus
Agios Titus is een kerk in Heraklion die gewijd is aan de Heilige Titus, de eerste bisschop van Kreta, discipel van apostel Paulus en patroonheilige van de stad.

## Geschiedenis
De eerste kerk die aan Titus was gewijd, is nog steeds te zien op het opgravingen terrein van Gortys in het zuiden van Kreta. Deze oude hoofdstad werd verwoest door een aardbeving in 828. De Arabieren brachten vervolgens hun hoofdstad over naar Candia, in die dagen de naam voor Heraklion.
Na de bevrijding van Kreta door Nikephoros Phokas in 961, werd het politieke en religieuze centrum van Kreta verplaatst naar Handaka, Heraklion, waar een metropolitaanse kerk gewijd aan de heilige Titus opnieuw werd gebouwd, op dezelfde plaats waar deze nu is. De kerk werd oorspronkelijk gebouwd als een orthodoxe kerk. Tijdens het tweede Byzantijnse tijdperk was de kerk van Agios Titus de grootste en mooiste kerk in de stad.
Tijdens het tijdperk van de Venetiaanse bezetting tussen 1205 en 1669 werd de kerk veranderd in een katholieke tempel en diende het als de zetel van de Latijnse aartsbisschop en werd het een katholieke kathedraal. Het werd in 1466 gerenoveerd, maar een paar jaar later, in 1544, werd het door een brand verwoest. De kathedraal werd in originele staat hersteld.
De oorspronkelijke kerk werd verwoest tijdens de aardbeving van 1856 en de wederopbouw duurde van 1869 tot 1872. Het werd in zijn huidige vorm herbouwd als een Ottomaanse moskee door architect Athanasios Moussis, waarbij het belfort werd omgezet in een minaret. De minaret van de Agios Titus werd gesloopt 1920 toen de laatste moslims Heraklion verlieten met de uitwisseling van populaties tussen Griekenland en Turkije.
Na een renovatie door de ‘Kerk van Kreta’ werd de Agios Titus op 3 mei 1925 weer ingehuldigd als een orthodoxe kerk.

## Beschrijving
De kerk van Agios Titus is een eclectisch bouwwerk met verschillende invloeden van bouwstijlen uit Constantinopel. Het ritme is tetragonaal met een koepel en een narthex die wordt toegevoegd aan het vierkant van de plattegrond. De basis van de minaret was bevestigd aan de zuidoost-hoek van de narthex. Van binnen lijkt het op een pericentrisch gebouw, terwijl extern zijn individuele morfologische elementen de ritmes van de Ottomaanse kunst weerspiegelen, die ook werd beïnvloed door de Byzantijnse kerkarchitectuur. De zijkanten van het gebouw, meesterlijk gestructureerd met strakke lijnen, worden gedomineerd door verticale elementen, die het volume opdelen in niveaus. Extern is het gebouw gebouwd met isostructureel metselwerk van gehouwen hardstenen en is het versierd met een uit steen gehouwen grafschrift.

## Relieken

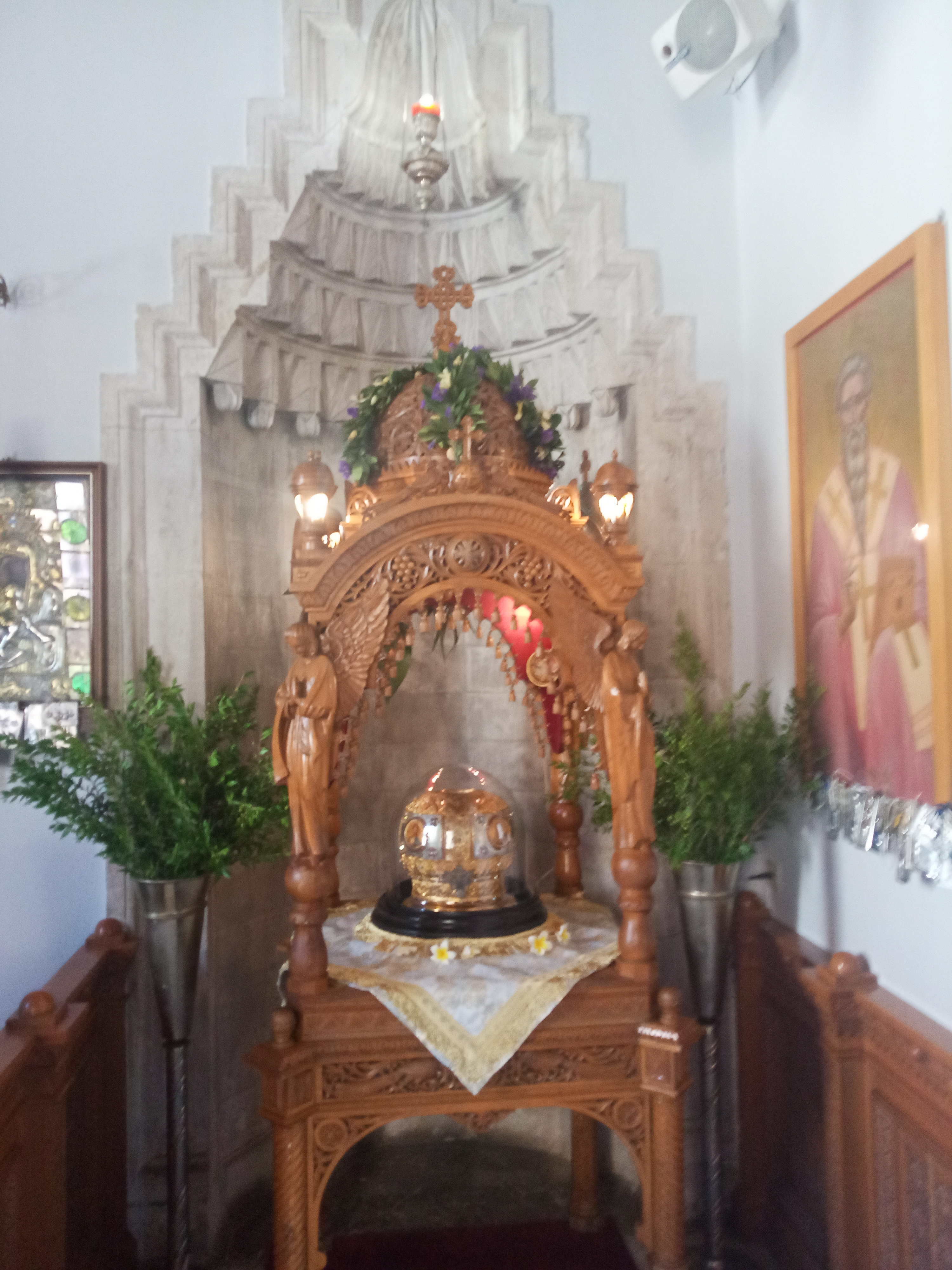
Reliekschrijn met schedel

Veel van de originele relieken werden naar Venetië overgebracht tijdens de val van Candia in 1669, maar de befaamde schedel van de Heilige Titus is in 1966 teruggekeerd van de Basiliek van San Marco in Venetië. Ze wordt nu bewaard in een zilveren reliekschrijn in de kerk.